# 黨媒姓黨
“党和政府主办的媒体必须姓党”，媒體報道或略稱“党媒姓党”，是中國共產黨的政治口號，由中國共產黨中央委員會總書記習近平於2016年2月19日在北京主持召开“党的新闻舆论工作座谈会”時提出。

## 背景
2010年7月，中共中央政治局常委、中央書記處書記習近平在「全國黨史工作會議」提出「黨史姓黨」。2015年12月，習近平在全国党校会议提出「党校姓党」、视察《解放军报》时提出「军报姓党」。
2016年1月，中共中央總書記习近平主持中共中央政治局常委会会议时，将党领导一切重新作为一项政治原则。2月19日上午，習近平對人民日报社、新华社、中国中央电视台进行调研，中央電視台打出「央視姓黨，絕對忠誠，請您檢閱」標語歡迎之。下午，習近平在人民大会堂主持召开“党的新闻舆论工作座谈会”，會上他強調稱：
必须把政治方向摆在第一位，牢牢坚持党性原则，牢牢坚持马克思主义新闻观，牢牢坚持正确舆论导向，牢牢坚持正面宣传为主。
党的新闻舆论工作坚持党性原则，最根本的是坚持党对新闻舆论工作的领导。党和政府主办的媒体是党和政府的宣传阵地，必须姓党。党的新闻舆论媒体的所有工作，都要体现党的意志、反映党的主张，维护党中央权威、维护党的团结，做到爱党、护党、为党；都要增强看齐意识，在思想上、政治上、行动上同党中央保持高度一致；都要坚持党性和人民性相统一，把党的理论和路线方针政策变成人民群众的自觉行动，及时把人民群众创造的经验和面临的实际情况反映出来，丰富人民精神世界，增强人民精神力量。
新闻舆论工作，各个方面、各个环节都要坚持正确舆论导向。各级党报、党刊、电台、电视台要讲导向，都市类报刊、新媒体也要讲导向；新闻报道要讲导向，副刊、专题节目、广告宣传也要讲导向；时政新闻要讲导向，娱乐类、社会类新闻也要讲导向；国内新闻报道要讲导向，国际新闻报道也要讲导向。

## 相關事件

### 任志強批評“黨媒姓黨”
中國企業家任志强在微博上對此日中国中央電視台打出「央视姓党，绝对忠诚，请您检阅」的标语提出尖锐批评：
比如，习总书记发表讲话后，网络知名大V、优秀共产党员任志强就于当日晚上在微博上说“人民政府啥时候改党政府了？花的是党费吗？”还称“这个不能随便改！”“别用纳税人的钱去办不为纳税人提供服务的事。”紧接着，任志强又叫喊道：“彻底的分为对立的两个阵营了？当所有的媒体有了姓，并且不代表人民的利益时，人民就被抛弃到被遗忘的角落了！”——《网友为何要给任志强上党课》
2016年2月22日，千龙网发表《网友为何要给任志强上党课》，后被中国大陆国家互联网信息办公室转载，此文直指任志强，同时有评论称“任志强是西方宪政民主的传声筒”。不久，中國大陸親官方媒体纷纷跟进批判号称“任大炮”的他发表的“官媒姓党不姓民”的言论。觀察者網專欄作家叙岚評論称，“党媒姓党”踩到了任志强的尾巴，任志强把党和人民打成了对立的阵营，“他打着为民代言的旗号，意在煽动普通民众反对党和政府的激愤情绪，将经济社会转型发展过程中伴随的矛盾和问题归结为体制”。2月28日，任志強的新浪微博和腾讯微博账号因“持续发布违法信息”被网信办关闭，且不允许使用另一昵称重新注册。
新浪微博上，「立场坚定斗志强」、「党媒姓党，理直气壮」很快成为热门话题。中共中央党校教授蔡霞发表《党章党规保护任志强们的党员权利》为任志强辩护，称任是在行使「党员权利」，也受到中國大陸官媒、舆论和各共青团账号反对。
2月29日晚，中共北京市西城区委員會下发《关于正确认识任志强严重违纪问题的通知》。通知称，任志强在网上持续公开发布违法信息和错误言论并产生恶劣影响，严重损害党的形象；西城区委将根据《中国共产党纪律处分条例》的有关规定对任志强作出严肃处理。同日，任志强所在的华远集团党委也下发了《关于加强意识形态工作的意见》，规定集团党员职工不得编造、传播政治谣言，丑化党和国家形象。
但情勢旋即變化。2月29日，《中国纪检监察报》刊发文章《千人之诺诺，不如一士之谔谔》，文章引述习近平在参加中共河北省委常委班子“专题民主生活会”时的讲话：“小问题没人提醒，大问题无人批评，以致酿成大错，正所谓‘千人之诺诺，不如一士之谔谔’啊！”文章引述唐太宗李世民和魏徵的關係等歷史典故進一步闡述，並稱能否廣開言路、接受建議常常決定一個朝代的盛衰。其後进入3月，各大媒體对任志强的批判突然完全停止，而任志强并没有受到任何处分。據《紐約時報》引述消息人士稱，當局想嚴厲懲罰任志強的做法遭到黨內人士的反對，包括黨內地位相當高的人，因此當局暫時未有作出懲罰。
2016年5月2日，西城區委通報，任志強因多次在微博、博客等網絡平台和其他公開場合公開發表違背四項基本原則、違背黨的路線方針政策等方面的錯誤言論，嚴重違反黨的政治紀律，被處留黨察看一年處分。
2020年4月7日，中共北京市纪律检查委员会、北京市监察委员会发布消息，北京市华远集团原党委副书记、董事长任志强涉嫌严重违纪违法，目前正接受北京市西城区纪委区监委纪律审查和监察调查。

### 《南方都市報》深圳版封面

引发争议的《南方都市报》深圳版2016年2月20日头版。两条标题在版面右侧可组成“媒體姓黨，魂歸大海”八字

2016年2月20日，《南方都市报》深圳版的封面上方報道習近平召開黨的新聞輿論工作座談會，唯封面下方同時報道袁庚海葬的報道，導致封面由上至下形成“媒體姓黨，魂歸大海”八個大字，被部分人士認為是該報對此表達不滿。《南方都市报》记者则称这一排版并非故意为之，并称社交媒体对这两条标题“过度解读”。23日，中共南方報業傳媒集團委員會發佈內部公告《南字〔2016〕5號》，公告稱“《南方都市報》2月20日深圳地方版封面因采编人员严重缺乏政治敏感，造成版面严重错误，被个别人在网上恶意解读导致严重导向事故”，《南都》編輯劉玉霞被開除，《南都》副總編輯王海軍被記大過處分並報省宣紀組建議給予黨內嚴重警告處分，南都報系黨委向集團黨委作出深刻檢討。随后该报著名编辑余少鐳在3月29日公开宣布辞职，并在辞呈中称辞职原因为“无法跟着你们姓”，被认为是对“党媒姓党”的抗议；中国大陆媒体《环球时报》则称余少鐳离职已久，此举“故意混淆事实”，是“自导自演的炒作”。余的友人羅世宏則表示，余少鐳已於2015年即已離開《南方都市報》赴北京另謀新職；此次不過是走完正式離職手續。他之所以如此寫下辭呈，真正原因為對《南方都市報》所屬南方傳媒集團的情感糾葛，特別是不滿老東家近期獨立性每況愈下。

## 評論
- 中国大陆各地，涵盖30个省、自治区、直辖市的日报报业集团均对此观点积极响应[30]。
- 国防大学战略研究所教授戴旭认为坚持“党媒姓党”，才能以“正确的舆论鼓舞人心、凝聚士气，巩固党和国家政治安全的阵地”，防止“颜色革命”的发生。他同时表示在增强军事硬实力的同时也要增强“中国意识形态的安全”[31]。
- 北京歷史學者章立凡接受香港《明報》的採訪時指出，習近平做出這一舉動是中共輿論控制嚴重失控的表現。此行是爲加強對媒體的控制，習近平將直接控制輿論宣傳，未來可能有更大動作。而「姓」字反映出毛澤東時代的思維和「紅二代」的思維。[3]
- 臺灣開南大学公共事务管理学系副教授張執中稱，习近平的「党性教育」已经从组织外延至各个部门，中共中央逐步确立「党性」的指标，并将习的「政治规矩」加以制度化。从“党性”到“姓党”，是习近平纯化党员的要求。[4]知名媒體評論人王銘義分析，任志強因在微博質疑遭致的批判浪潮，“是文革式的”，習近平執政後中共對意識形態與輿論陣地的掌控正持續增強，「圍剿任志強」事件是必然出現的操作型式。[32]